# Clusia

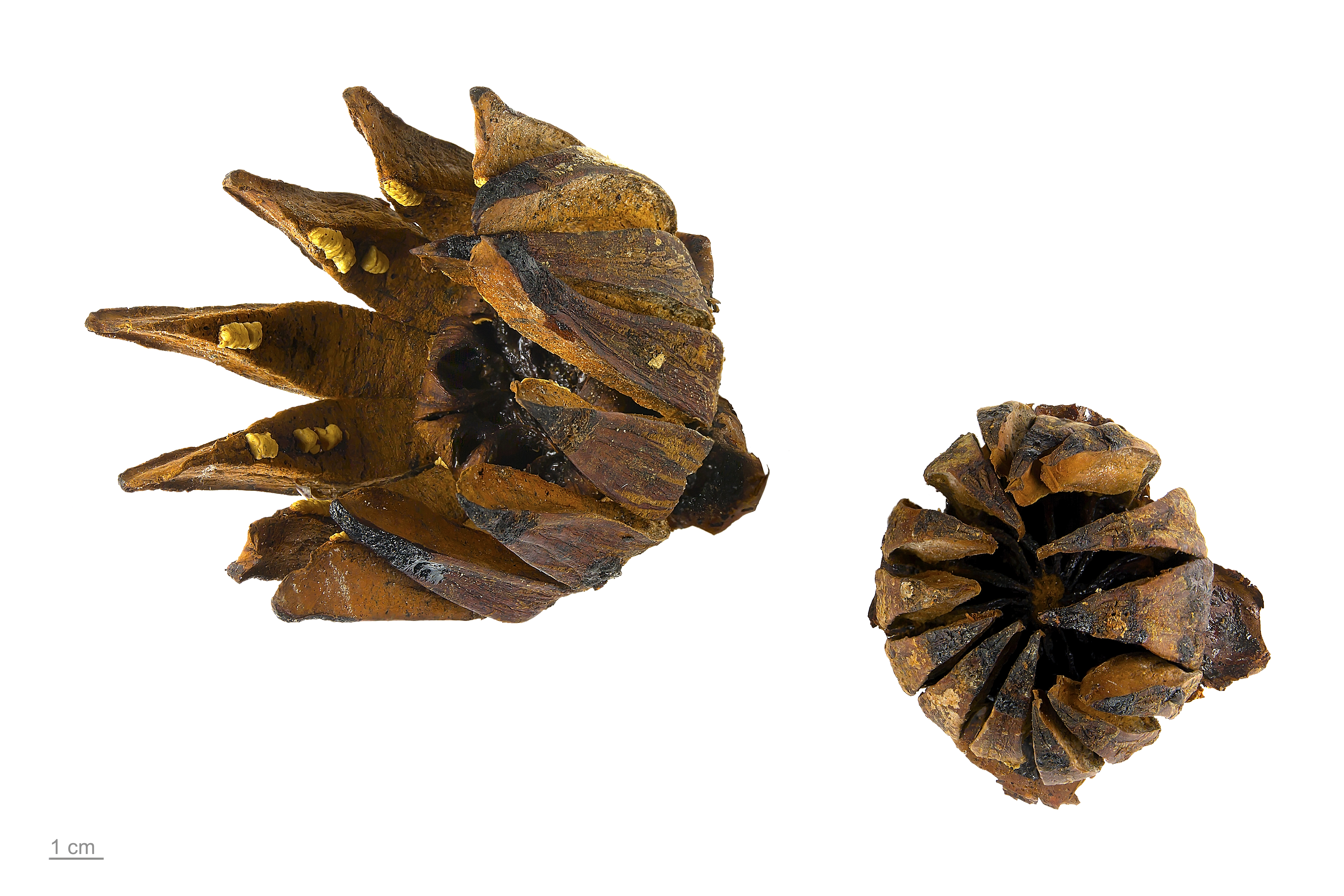
Clusia grandiflora

Clusia és un gènere de plantes la de la família Clusiaceae. Comprenent entre 140 i 150 espècies, és originària de l'Amèrica tropical i subtropical. Les seves espècies són arbusts, vides i arbres petits i mitjans de fins a 20 m d'altura, amb fullatge perennifoli. Algunes espècies germinen com epífits, desenvolupen després llargues arrels que baixen fins a la terra i finalment estrangulen i maten a l'arbre amfitrió, de forma similar als banians. Les fulles són oposades, de 5-20 cm de llarg i 5-10 cm d'ample, amb teixidura coriàcia i un marge complet. Les flors són blanques, verdoses, grocs o vermelles, amb 4-9 pètals. El fruit és una càpsula valvada coriàcia marró verdosa que s'obre per a alliberar diverses llavors vermelles cobertes de carn.

## Espècies seleccionades
- Clusia amazonica
- Clusia belizensis Standl.
- Clusia carinata Engl.
- Clusia clusioides
- Clusia cooperi Standl.
- Clusia croatii D'Arcy
- Clusia criuva Cambess.
- Clusia cylindrica Hammel
- Clusia flava Jacq.
- Clusia fructiangusta Cuatrec.
- Clusia gracilis Standl.
- Clusia guatemalensis Hemsl.
- Clusia gundlachii
- Clusia guttifera
- Clusia leprantha
- Clusia major
- Clusia minor L.
- Clusia multiflora Kunth
- Clusia palmicida Rich.
- Clusia penduliflora Engl.
- Clusia orthoneura Standl.
- Clusia quadrangula Bartlett
- Clusia stenophylla Standl.
- Clusia torresii Standl.
- Clusia uvitana Pittier
- Clusia valerioi Standl.